# Tilbe Şenyürek
Tilbe Şenyürek, née le 26 avril 1995 à Adana, est une joueuse turque de basket-ball.

## Carrière
Joueuse du Botaş Spor Kulübü de 2013 à 2017, Tilbe Şenyürek joue ensuite au Galatasaray SK.
Elle évolue aussi en équipe de Turquie de basket-ball féminin, participant au Championnat du monde de basket-ball féminin 2014 (4e), au Championnat d'Europe de basket-ball féminin 2015 (5e), aux Jeux olympiques d'été de 2016 (6e) et au Championnat d'Europe de basket-ball féminin 2017 (5e).